# Екуше-ле-Валле
Екуше-ле-Валле (фр. Écouché-les-Vallées) — муніципалітет у Франції, у регіоні Нижня Нормандія, департамент Орн. Екуше-ле-Валле утворено 1 січня 2016 року шляхом злиття муніципалітетів Батії, Ла-Курб, Екуше, Лусе, Сент-Уан-сюр-Мер i Серан. Адміністративним центром муніципалітету є Екуше. Населення — 2197 осіб (01.01.2021).

## Історія
1 січня 2018 року до Екуше-ле-Валле приєднано муніципалітет Фонтене-сюр-Орн.